# Vladímir Albitski
Vladímir Aleksándrovich Albitski (en ruso: Владимир Александрович Альбицкий, 4 de juniojul./ 16 de junio de 1891greg.–15 de junio de 1952) fue un astrónomo ruso/soviético.
En la literatura a veces se refiere a él como W. A. Albizkij, aunque su apellido a veces aparece como "Albitzky". 
Llegó al Observatorio de Simeis (Симеиз) en Crimea en 1922, donde trabajó con Grigori Shain y Grigoriy N. Neujmin.
Descubrió 10 asteroides en su carrera (acreditados bajo el nombre "V. Albitski").
| Asteroides descubiertos: 10 | Asteroides descubiertos: 10 |
| --------------------------- | --------------------------- |
| (1002) Olbersia             | 15 de agosto de 1923        |
| (1007) Pawlowia             | 5 de octubre de 1923        |
| (1022) Olympiada            | 23 de junio de 1924         |
| (1028) Lydina               | 6 de noviembre de 1923      |
| (1030) Vitja                | 25 de mayo de 1924          |
| (1034) Mozartia             | 7 de septiembre de 1924     |
| (1059) Mussorgskia          | 19 de julio de 1925         |
| (1071) Brita                | 3 de marzo de 1924          |
| (1283) Komsomolia           | 25 de septiembre de 1925    |
| (1330) Spiridonia           | 17 de febrero de 1925       |